# Videodrome
De Canadese sciencefiction- en horrorfilm Videodrome uit 1983 werd geregisseerd door David Cronenberg. Videodrome wordt beschouwd als een van de belangrijkste cultfilms van de twintigste eeuw.

## Verhaal
De film opent met beelden van de dagelijkse beslommeringen van Max Renn die het televisiestation CIVIC-TV runt op kanaal 83. CIVIC-TV is een commercieel tv-station dat er altijd op uit is om "prikkelende" erotische en exploitatietelevisie te maken.
Een medewerker van CIVIC-TV, Harlan, toont hem dan beelden van een sadistisch en gewelddadig programma genaamd "Videodrome" waarin martelingen en moorden in een felrode kamer worden vertoond (zgn. snuff-tv). Max wil die beelden koste wat het kost hebben, want "It's just murder and torture. No plot. No characters." Hij neemt contact op met zijn leverancier Masha en vraagt haar uit te zoeken wie verantwoordelijk is voor de beelden.
Een paar dagen later weet Masha hem te vertellen dat Videodrome echte snuffmovies zijn. De sadomasochistische vriendin van Max, Nicki Brand, heeft een voorliefde voor zelfverminking en besluit auditie te gaan doen voor Videodrome in Pittsburgh. Max zal haar niet meer in levenden lijve terugzien.
In een praatprogramma ontmoet Max dan professor Brian O'Blivion, die uitsluitend communiceert via video-opnames van zichzelf. O'Blivion blijkt achter Videodrome te zitten en hij legt Max uit dat het tv-scherm het netvlies van de geest is. (Omdat de geest in de hersenen huist, veroorzaken Videodrome-uitzendingen hersentumoren bij de kijkers. Deze tumoren zorgen ervoor dat werkelijkheid verwordt tot videohallucinaties. Maar O'Blivion verzwijgt deze feiten.) De "nieuwe werkelijkheid", zoals O'Blivion het noemt, is televisie. "Echte" werkelijkheid stelt minder voor dan televisie.
Max gaat op bezoek bij de Cathode Ray Mission die ook door O'Blivion wordt geleid. De Cathode Ray Mission is een opvanghuis waar daklozen die verstoken zijn van televisie hun dagelijkse portie tv kunnen "ophalen". Hier ontmoet hij O'Blivions dochter Bianca, die hem vertelt dat haar vader elf maanden geleden overleden is.
Later ontvangt Max een videoband van O'Blivion waarin die hem waarschuwt voor een politiek-sociale beweging die zich "Videodrome" noemt. Max begint te hallucineren, en zijn hallucinaties gaan over vervormingen van het menselijk lichaam. In een beroemde scène ziet Max Renn zijn eigen buik veranderen in een organische mondopening waar een Betamax-videoband in past. Ook ziet hij beelden van zijn vriendin Nicki in de rode Videodrome-kamer.
Dan neemt de producent van Videodrome, Barry Convex van het bedrijf Spectacular Optical, contact met hem op. Hij vraagt Max een headset op te zetten die beelden van Max' eigen hallucinaties afspeelt. Hallucinatie en werkelijkheid gaan dan door elkaar lopen. In Max' buik verschijnt de organische mondopening en hij wordt vervolgens letterlijk (mentaal) geprogrammeerd via een videocassette die in de opening wordt gestopt door Barry Convex, die onder één hoedje blijkt te spelen met zijn voormalige collega videopiraat Harlan. De videocassette ziet er opvallend organisch uit. Dan wordt duidelijk dat de Videodrome-organisatie is opgericht om mensen die naar exploitatie-tv kijken te straffen door tumoren in ze te laten groeien nadat ze een uitzending van Videodrome hebben gezien.
Onder invloed van zijn herprogrammering pakt Max een pistool dat zich organisch voegt naar de vorm van zijn hand – het wordt een handgun – en hij schiet zijn voormalige zakenpartners neer.
Bianca O'Blivion herprogrammeert hem. Bij de volgende poging van een van de slechteriken om weer een tumorachtige cassette in hem te stoppen, weet Max een handgranaat te laten samensmelten met de arm van de man ("hand grenade"). De handgranaat explodeert en de man wordt gedood. Max' volgende doel is Barry Convex, die hij doodschiet tijdens een handelsbeurs. De Videodrome-tumoren proberen vervolgens uit Barry's dode lichaam te "ontsnappen".
Uiteindelijk zoekt Max Renn een onderkomen op een verlaten boot in een haven. Nicki Brand verschijnt daar aan hem op tv. Ze vertelt hem dat zijn transformatie nu bijna gereed is en dat hij klaar is voor de volgende fase: afscheid nemen van het oude vlees. Dan ziet hij een beeld van zichzelf die een pistool tegen zijn hoofd zet en na de woorden "Long live the new flesh!" (Lang leve het nieuwe vlees!) zichzelf doodschiet. De tv ontploft in een explosie van menselijke organen. Max herhaalt de actie in het echt. Hij haalt de trekker over en het beeld gaat op zwart.

## Rolverdeling
| Acteur             | Personage        |
| ------------------ | ---------------- |
| James Woods        | Max Renn         |
| Sonja Smits        | Bianca O'Blivion |
| Deborah Harry      | Nicki Brand      |
| Peter Dvorsky      | Harlan           |
| Leslie Carlson     | Barry Convex     |
| Jack Creley        | Brian O'Blivion  |
| Lynne Gorman       | Masha            |
| Julie Khaner       | Bridey           |
| Reiner Schwartz    | Moses            |
| David Bolt         | Raphael          |
| Lally Cadeau       | Rena King        |
| Henry Gomez        | Brolley          |
| Harvey Chao        | Japanse verkoper |
| David Tsubôchi     | Japanse verkoper |
| Kay Hawtrey        | directrice       |
| Sam Malkin         | zwerver          |
| Bob Church         | omroeper         |
| Jayne Eastwood     | belster          |
| Franciszka Hedland | buikdanseres     |

## Trivia
De film leverde in eerste instantie weinig op. Waarschijnlijk was hij wat te absurd en te weinig camp voor de "hardcore" horrorliefhebbers, maar te bloederig voor bioscoopgangers die een intelligentere film wilden zien. Later werd de film immens populair en kreeg hij een grote cultstatus, met name toen de film op VHS en, weer later, op dvd verscheen.
- In de film zijn veel metaforen te vinden die met reflectie hebben te maken en dan in het bijzonder met hoe we kijken naar de wereld en hoe onze blik vaak vertroebeld of gefilterd is. In de winkel van Spectacular Optical (feitelijk een opticien) is een vrouw een nieuw brilmontuur aan het uitproberen, maar de verkoper complimenteert haar met haar "script". Wat in deze korte, enigszins absurde dialoog feitelijk gezegd wordt, is dat je met het kijken door een bril eigenlijk bezig bent een script te schrijven.
- De achternaam O'Blivion (het Engelse "oblivion") betekent "vergetelheid".
- Rick Baker is verantwoordelijk voor de special effects, met name de bekend geworden beelden van half-organische videocassettes die adem lijken te halen, tafels en televisies, en ook de vermengingen van het mechanische met mensenvlees. Later zou Cronenberg in zijn eigen film eXistenZ opnieuw gebruikmaken van dit soort beelden.
- Werkelijkheid en hallucinaties lopen door elkaar, een thema dat later in onder andere The Matrix werd gebruikt. Deborah Harry vertelt op de dvd dat zelfs zij tijdens de opnames van de film er maar niet achter kon komen of Nicki überhaupt een echt persoon was, of alleen maar een verzinsel van Max.
- Cronenbergs belangrijkste thema in al zijn films is de transformatie van het menselijk lichaam. Zijn films Rabid, Scanners en The Brood hebben ook dat thema.
- Tussen de soms absurde beelden door behandelt de film onderwerpen als reality-tv, interactiviteit en hoe onze perceptie van de werkelijkheid wordt bepaald door wat de media ons doorgeven. In de tijd dat de film werd gemaakt waren dit nog geen grote issues, en reality-tv bestond nog niet. Het internet moest nog worden geboren. Toch wimpelt Cronenberg tot de dag van vandaag het feit af dat hij een vooruitziende blik zou hebben.
- De beroemde televisiescène uit de Japanse horrorfilm Ringu is niet afkomstig uit het gelijknamige boek van Kôji Suzuki, maar uit Videodrome. De Amerikaanse remake (The Ring) nam deze scène over in een ietwat aangepaste vorm.